# 哲学の改造
『哲学の改造』(Reconstruction in Philosophy)は、哲学者ジョン・デューイの著作で1920年に発表された、1919年に訪日し行った講義録をまとめたものである。
1859年にアメリカに生まれたデューイは機能主義心理学、児童中心主義教育の研究者であるだけでなく、プラグマティズムの哲学者である。1919年2月から3月にかけ大正時代の東京帝国大学で行なわれた連続講義の内容を著作としてまとめたものであった。
この作品は全8章で、第1章の哲学観の変化、第2章の哲学の再構成における幾つかの歴史的要因、第3章の哲学の再構成における科学的要因、第4章の経験観念及び理性観念の変化、第5章の観念的なるものと実在的なるものの観念の変化、第6章の論理学の再構成の意義、第7章の道徳観念の再構成、第8章の社会哲学に関する再構成。
デューイは環境に対する有機体の適応という根本的な事実として哲学を捉えた。そして伝統的な哲学が社会的もしくは情緒的な素材であったという考え方を示している。つまり哲学は人間が環境に適応するための活動であり、具体的には社会的または宗教的な観念と物理的な環境の中で得られた経験とを相互に作用させるための知的活動であった。
デューイはフランシス・ベーコンの「知識は力である」という哲学上の研究成果を参照し、知識の目的について社会的な要因が強く働くことを強調する。このように従来の哲学を考えた上で、近代における新しい科学の発達は人間の自然観にある種の革命をもたらし、結果として哲学においても新しい知的な態度を育んだことをデューイは指摘する。ここではイマヌエル・カントの見解を引用することによって、実在と観念または経験と理性という繰り返し論じられてきた哲学的な対立軸を明確化する。デューイの哲学的再構成はこのような伝統的な対立軸を近代以後に成立した新しい知的態度によって再検討することである。

## 文献情報
- 清水幾太郎・清水禮子訳『哲学の改造』岩波文庫、1968年。ISBN 9784003365212
- 河村望訳『哲学の再構成』ジョージ・ハーバート・ミード、人間の科学社、1995年。全15巻